# Llista de masies de Guixers (poble)
Llista de masies del poble de Guixers (Solsonès).
| Topònim                    | Documentada des de                                  | Emplaçament                                                  |
| -------------------------- | --------------------------------------------------- | ------------------------------------------------------------ |
| Algassa, l'                | ?                                                   | Vegeu La Costa                                               |
| Coromines                  | 1617 (el 1277 apareix com les Coromines de Guixers) | 42° 8′ 1.719″ N, 1° 39′ 15.43″ E / 42.13381083°N,1.6542861°E |
| Costa, la                  | ?                                                   | 42° 8′ 21.61″ N, 1° 38′ 20.62″ E / 42.1393361°N,1.6390611°E  |
| Guix, el                   | 1616                                                | 42° 8′ 15.35″ N, 1° 38′ 31.87″ E / 42.1375972°N,1.6421861°E  |
| Masia Guixerons            | Segle XVII                                          | 42° 8′ 25.80″ N, 1° 39′ 10.40″ E / 42.1405000°N,1.6528889°E  |
| Maçanes                    | 1256 (apareix com a Massana)                        | 42° 7′ 50.70″ N, 1° 39′ 26.90″ E / 42.1307500°N,1.6574722°E  |
| Puit, el                   | 1420                                                | 42° 8′ 30.66″ N, 1° 38′ 54.10″ E / 42.1418500°N,1.6483611°E  |
| Sant Andreu                | 1420                                                | Vegeu el Puit                                                |
| Sant Feliu Casa i capella. | ? Masia reconstruïda a finals del segle xx          | 42° 8′ 15.89″ N, 1° 38′ 58.43″ E / 42.1377472°N,1.6495639°E  |

## Masies històriques
Aquesta és la relació de les masies de la parròquia sufragània de Guixers de les quals se'n té constància documental però de les quals actualment se'n desconeix el seu emplaçament
- Castellemprès - 1419.
- Massach - 1438.
- Matamala - 1438.
- Piquer - 1410.